# Chiesa di San Rocco (Grottole)
La chiesa di San Rocco è un luogo di culto cattolico di Grottole nella provincia di Matera. Appartiene alla parrocchia dei Santi Luca e Giuliano e rientra nell'arcidiocesi di Matera-Irsina. Risale all'inizio del XV secolo.

## Origine del nome
La chiesa di San Rocco era in origine dedicata a Santa Maria della Grotta ma in seguito venne legata al culto del santo molto venerato nel meridione d'Italia. La festa si celebra il 16 agosto di ogni anno.

## Storia

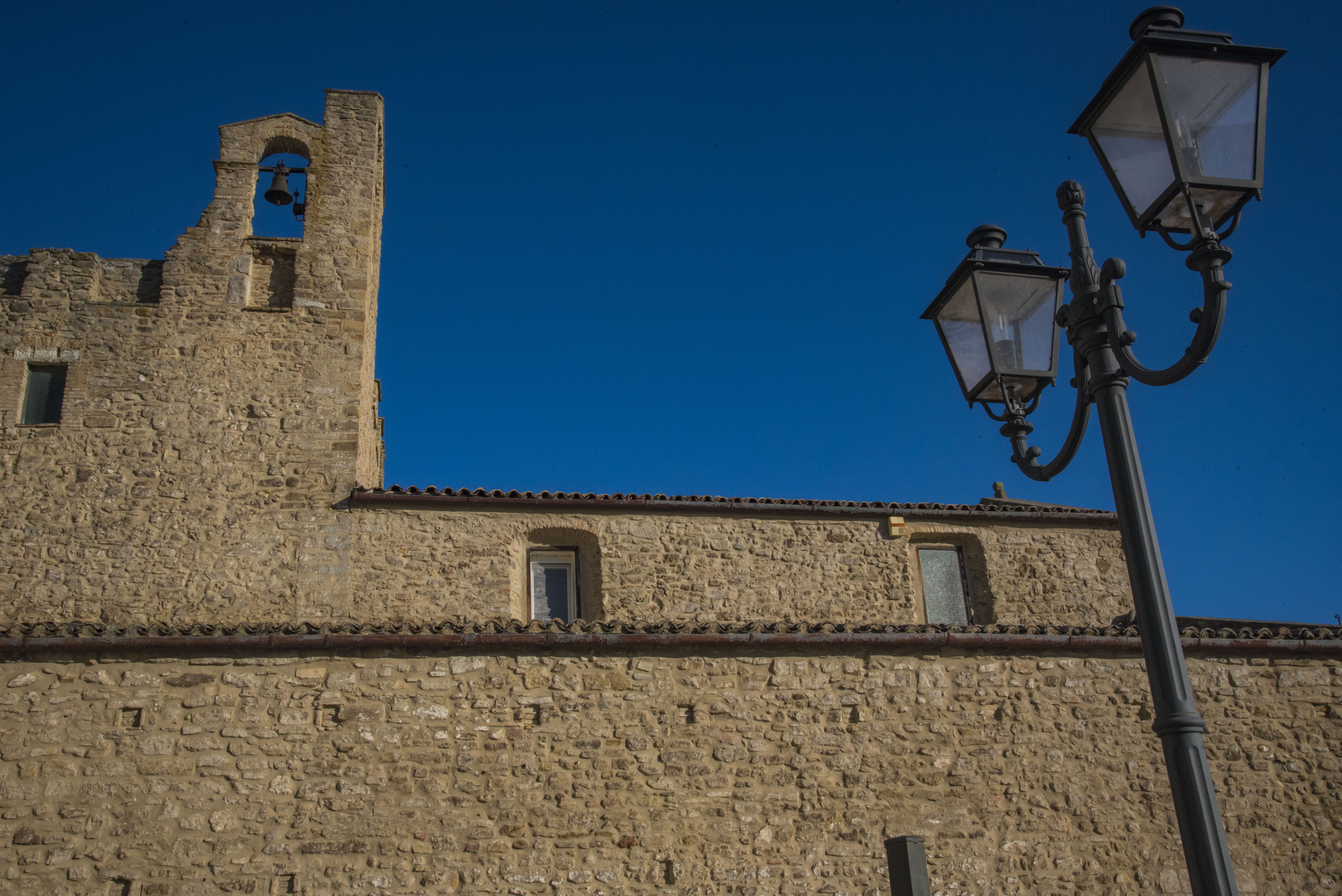
Prospetto laterale sinistro con campanile a vela

La Chiesa originale, edificata nel 1400, comprendeva un'antica grotta della cittadina ed era chiamata per tale motivo Santa Maria la Grotta. In seguito la sua dedicazione fu per San Rocco e questo dopo l'epidemia di peste del 1655 che colpì il territorio. Durante la visita pastorale del 1544 venne descritta la presenza, accanto alla chiesa, di un piccolo ospedale. In origine il luogo di culto, sorto accanto alle mura della cittadina, era di dimensioni ridotte, con due navate. Solo in seguito alla navata centrale e a quella laterale destra vennero aggiunte la navata di sinistra assieme alla sagrestia, e questo entro il XVII secolo.

## Descrizione

### Esterni
La Chiesa si trova nella parte meridionale dell'abitato di Grottole. La facciata a capanna è di grandi dimensioni ed è caratterizzata da due ali corrispondenti alle navate laterali interne. La superficie è in pietra a vista. Il portale principale di accesso è architravato ed è sovrastato da tre grandi rosoni. Anche le ali hanno portali di accesso, di minori dimensioni, ed entrambi sono sovrastati da piccole finestre rettangolari.
Nella parte centrale della facciata meritano interesse bassorilievi raffiguranti l'Annunciazione e lo stemma comunale. Il campanile a vela si alza sulla copertura della chiesa in posizione arretrata sulla sinistra.

### Interni
Le navate interne sono tre. La navata laterale sinistra conserva l'altare dedicato al titolare San Rocco arricchito di una statua che lo raffigura. Dal fondo della navata si accede alla sagrestia e sull'architrave di accesso si legge la data incisa 1658. La navata laterale destra conservava altari dedicati alla Madonna Annunziata e alla Glorificazione di Maria.
La navata principale è la più ricca di decorazioni ed opere artistiche con il tabernacolo a tarsie e l'altare maggiore che conserva bassorilievi in pietra e la pala d'altare raffigurante le Sette Opere di Misericordia corporali oltre alla scultura in legno policromo e dorato raffigurante la Madonna col Bambino. L'organo a canne e la cantoria si trovano in controfacciata.